# Mont Gimie
Le mont Gimie est la plus haute montagne de Sainte-Lucie. Elle culmine à 950 m d'altitude. D'origine volcanique, elle est entièrement recouverte d'une forêt tropicale abondante. Son ascension n'est autorisée qu'accompagné d'un guide local reconnu par le Ministère de l'Agriculture (MAFFFD).